# Département de Silípica
Le département de Silípica est une des 27 subdivisions de la province de Santiago del Estero, en Argentine.
Le département a une superficie de 1 179 km2. Sa population s'élevait à 7 605 habitants en 2001.

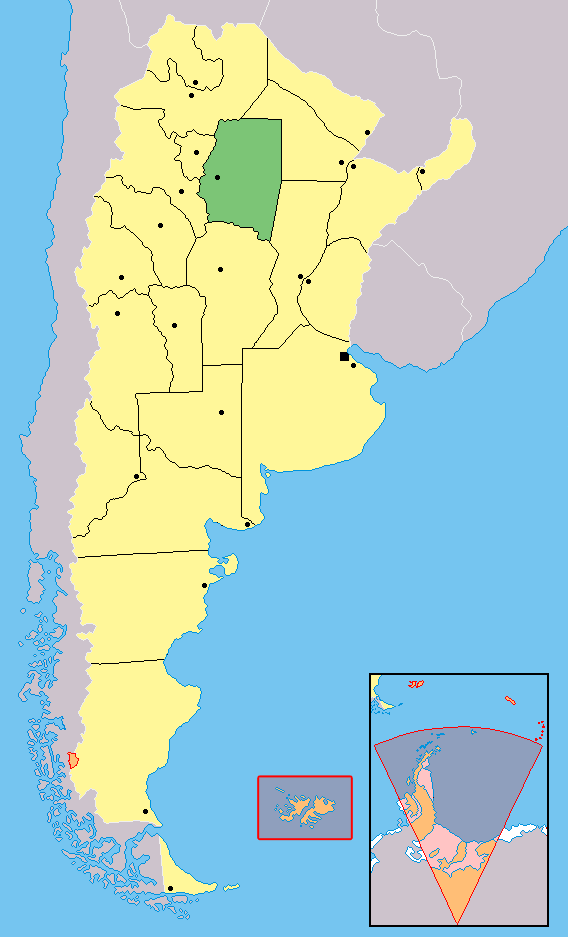
Localisation de la province de Santiago del Estero en Argentine